# Benedikt II.
Svatý Benedikt II. (635 Řím – 8. května 685 Řím) byl papežem buďto od roku 683 (zvolen), nebo od 26. června 684 (potvrzen císařem) až do své smrti.

## Život
Ve funkci papeže byl tedy pouze 11 měsíců. Aby zabránil průtahům od zvolení ke jmenování papežem, prosadil u Konstantina IV., aby potvrzovací právo měl ravennský exarcha. Samotnému Benediktovi jako duchovnímu otci svěřil Konstantin své dva syny. K dalším jeho počinům během krátkého pontifikátu patří přesvědčení bývalého antiochijského patriarchy Makaria, aby opustil herezi monotheletismu, kvůli níž byl uvržen do klatby[nepřesný odkaz] rozhodnutím Třetího konstantinopolského koncilu.